# Mama Loves the Poyopoyo-Saurus
Mama Loves the Poyopoyo-Saurus (ママはぽよぽよザウルスがお好き?) è una serie manga di Takako Aonuma che è stata pubblicata dal magazine Petit Enfant. In seguito il manga è stato adattato in un anime di 52 episodi che sono stati trasmessi da Mainichi Broadcasting System e Tokyo Broadcasting System, dal 1995 al 1996. Negli ultimi anni è stata ritrasmessa per intero, familiarmente ha perso il nome di Mama Poyo.

## Trama
la serie segue le avventure di una giovane coppia e della loro idea di crescere un piccolo bambino. Il "poyopoyo" del titolo è una onomatopea del bambino quando cammina o fa rumore.

## Libri illustrati sull'anime
- Volume 1: ISBN 4-574-80037-2
- Volume 2: ISBN 4-574-80038-0
- Volume 3: ISBN 4-574-80039-9
- Volume 4: ISBN 4-574-80040-2
- Volume 5: ISBN
- Volume 6: ISBN
- Volume 7: ISBN
- Volume 8: ISBN
- Volume 9: ISBN 4-574-80045-3
- Volume 10: ISBN 4-574-80046-1
- Volume 11: ISBN 4-574-80078-X
- Volume 12: ISBN 4-574-80079-8

## Sigle
Sigla iniziale
Beeper Love
Cantante: Now
Parole: Umedy
Composizione: Cake-K
Arrangiamento: Shige
Sigla finale
Itsu no Ma ni ka Kimi o (いつのまにか君を?)
Cantante: Masatoshi Ono
Parole: Masatoshi Ono
Composizione: Tsukasa
Arrangiamento: Yoshio Tsuru
Spicy Life (スパイシー・ライフ?)
Cantante: Rica Matsumoto
Parole: Rui Serizawa
Composizione: Kazuyoshi Shina
Arrangiamento: Tatsuya Nishiwaki